# Honey Lake

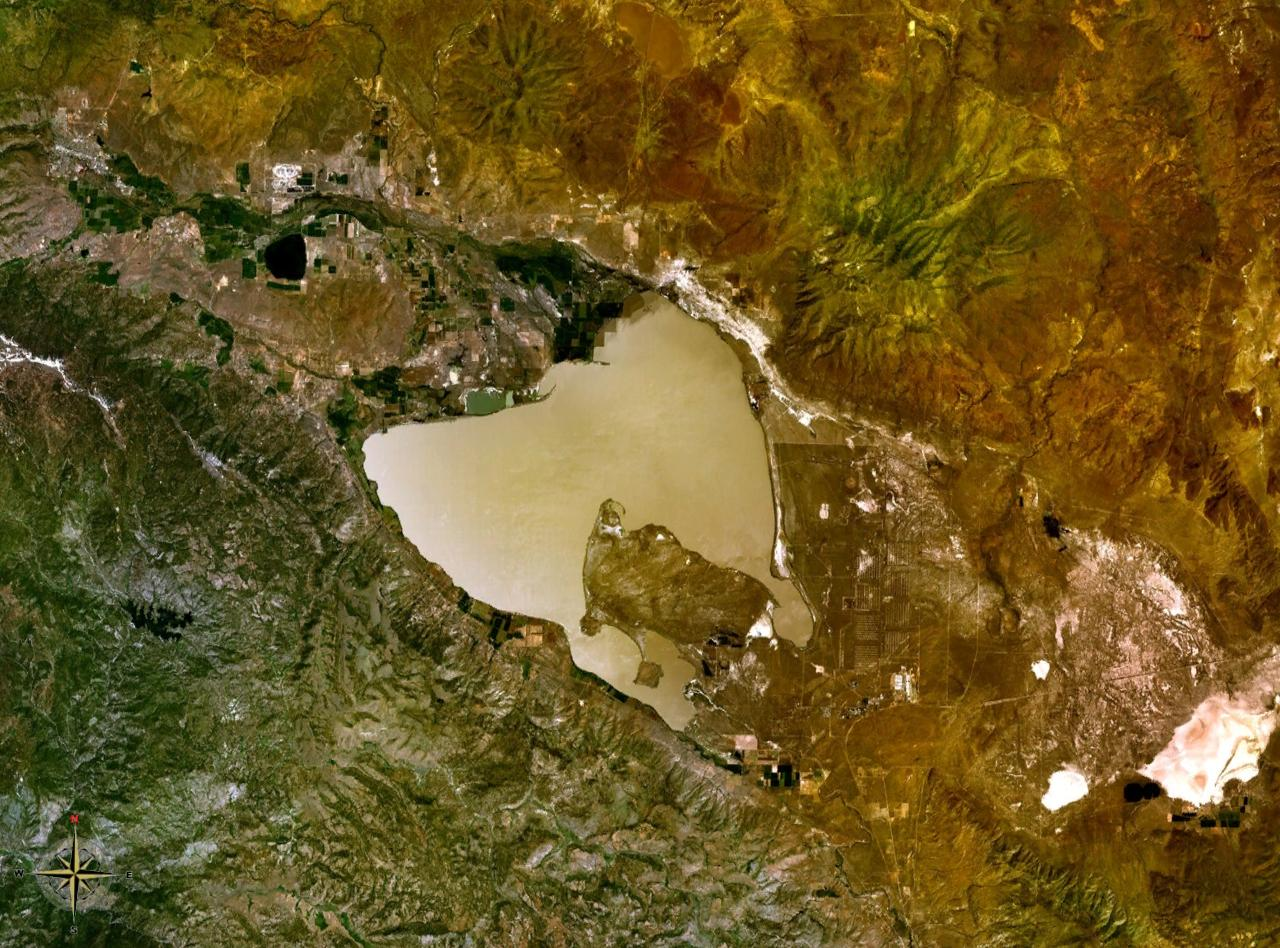
Landsat 7-luchtfoto van Honey Lake

Honey Lake is een endoreïsch meer in het noordoosten van de Amerikaanse staat Californië. Honey Lake is het diepste punt van de Honey Lake Valley in Lassen County. Het 220 km² grote meer wordt gevoed door de Susan River, de Long Valley Creek en de Baxter Creek, maar droogt in de zomermaanden op tot een veel kleiner meer, omringd door een playa of zoutvlakte. 
Aan de noordelijke oever van Honey Lake ligt het Honey Lake Wildlife Area, een door de staat Californië beschermd drasland.